# Waclaw Gilewicz
Waclaw Gilewicz (* 10. Januar 1903 in St. Petersburg; † 20. Oktober 1998 in Rockville MD) war ein polnisch-US-amerikanischer Nachrichtendienstler.

## Leben und Tätigkeit
Gilewicz war der Sohn eines polnischen Vaters und einer russischen Mutter. Während der Oktoberrevolution 1917 floh die Familie nach Warschau. Kurz nach dem Ende des Ersten Weltkriegs trat Gilewicz während des Russisch-Polnischen Krieges in die polnische Armee ein, in der er es bis zum Hauptmann der Kavallerie brachte. Von 1927 bis 1947 stand Gilewicz dann als Agent im Dienst des Nachrichtendienstes der polnischen Armee. In den späten 1930er Jahren leitete er die Polnische Spionageabwehr.
Nach dem deutschen Überfall auf Polen im Herbst 1939 floh Gilewicz über Paris und Skandinavien nach London, wo er während der Kriegsjahre und in den ersten Nachkriegsjahren für die polnische Exilregierung und das britische Militär tätig war. Insbesondere war er von 1940 bis 1941 Leiter der Außenstelle des polnischen Nachrichtendienstes für polnische Unterstützungsanstrengungen zugunsten der Alliierten in Nordeuropa (Polish Allied Assistance Operations in Northern Europe) in Stockholm (Station Pln [„Nord“]). Nach Außen wurde er dabei als 2. Sekretär der polnischen diplomatischen Vertretung in Schweden getarnt. In den weiteren Kriegsjahren führte Gilewicz Missionen in Istanbul, Kairo und London aus. Für seine Unterstützung der alliierten Anstrengungen zur Spionageabwehr während des Krieges verlieh die US-Armee ihm den Bronze Star.
Von den Polizeiorganen des NS-Staates wurde Gilewicz als Staatsfeind eingestuft: Im Frühjahr 1940 wurde er vom Reichssicherheitshauptamt auf die Sonderfahndungsliste G.B. gesetzt, ein Verzeichnis von Personen, die im Falle einer erfolgreichen deutschen Invasion Großbritanniens durch die Sonderkommandos der SS-Einsatzgruppen mit besonderer Priorität ausfindig gemacht und verhaftet werden sollten.
1947 siedelte Gilewicz in die Vereinigten Staaten über, wo er bis 1952 als Analyst und Rechercheur für die CIA (bzw. ihre Vorgängerorganisation OSS) tätig war. In den Jahren 1952 bis 1954 lebte er als Mitbesitzer und Verwalter einer Farm in Johannesburg. Anschließend war er bis Ende der 1960er Jahre Geschäftsführer eines Restaurants in Arlington. Von 1965 bis 1974 arbeitete er als Fabrikmanager für Apollo Thermal Products Co. in Beltsville und dann als Assistent des Managers der Ida Mai Co. in Brentwood.
1983 ging er in den Ruhestand. Er starb 1998 im Pflegeheim Collingswood an einer Herzbeschwerde (cardiovascular disorder).

## Familie
Gilewicz war mit Hanna-Marie Gilewictz verheiratet, die 1987 starb. Sie hatten eine Tochter und eine Stieftochter.